# 劉成謙
劉成謙（英文：Johnny Liu，1999年09月24日—），臺灣社會運動人士，活躍於臺灣交通改革運動，生於臺北市，現台灣機車路權促進會理事兼公關部主任、台灣摩托車友協會秘書長、行人零死亡推動聯盟理事，現就讀國立臺北大學公共行政暨政策學系。曾為記者。

## 早年生涯
生於臺北市立婦幼醫院，3歲以前全家居住於臺北市中正區的眷村，幼年至求學過程曾搬家居住於新北市永和區、新莊區、三重區。就讀高商時，因同班同學發生嚴重車禍，卻因無力協助而自責，開始關注並投身於交通改革倡議，並實踐於社會運動及政治選舉之中。

## 政治
在2020年中華民國總統選舉中擔任張善政辦公室青年組組長，直至2019年8月2日前行政院長張善政宣布退出選舉及加入韓國瑜國政顧問團成為總召後退出。離開張善政辦公室後，輾轉加入正在參選2020年中華民國立法委員選舉臺北市第一選舉區參選人王郁揚團隊，擔任辦公室主任。
在2024中華民國立法委員選舉中擔任新北市第九選舉區參選人陳愷寧競選團隊總幹事，陳同上屆以幾近零經費參選，但本次最終獲2萬多票。

## 社會運動
2019年起擔任台灣機車路權促進會公關組主任，處理政治界媒體界之溝通。並於次年7月1日的「交通起義 公總償命」抗議集會起開始兼任發言人。除抗爭行動外，也經常代表機促會向新聞媒體表達意見。
2023年開始兼任TMRA台灣摩托車友協會秘書長，2024年則當選行人零死亡推動聯盟理事，並發起反道交條例修惡的集會遊行。

### 擔綱發言人
因2020年6月連續發生數起波及騎士之嚴重事故，台灣機車路權促進會遂於7月1日發起的「交通起義 公總償命」抗議集會，劉成謙擔任發言人並向媒體表達活動的五大訴求。
2020年8月，臺北市政府無預警將車流量大的市民大道塔城街口設置強制兩段式左轉號誌引起網路輿論沸騰，台灣機車路權促進會發起塔城街口待轉大富翁癱瘓臺北市交通引發社會矚目，發言人劉成謙怒斥臺北市政府單以數據欺騙大眾、且決議過程毫無民間參與及討論，後北市府回應以觀察期三個月平息怒火，機促會要求臺北市政府相關單位必須做好路口改善計畫及安全宣導等。11月8日，三個月期限到期。16日機促會與北市府開會協商，北市府以數據下降為由強硬表示不撤下8月新增之號誌，機促會認為臺北市政府以拖待變，劉成謙向媒體表示20日促進會不排除發動再一次的待轉大富翁。11月19日機促會與臺北市議員林亮君、黃郁芬、苗博雅召開記者會，劉成謙對外表示與北市府談判破裂，20日會發動待轉大富翁抗爭。事件最後，臺北市政府以多個其他路口的交通改善作為協商條件才勉強平息爭議。
2021年初政府將區間測速設置多個路段，引發許多用路人不滿。同年2月28日，多個單位共同主辦北宜公路乖寶寶行動，數千位車友齊聚抗議，劉成謙代表機促會接受採訪時表示官方不能假以安全之名對某特定族群的主要用路做執法限制，也要全面檢討速限設定的問題，而不是只是面對民意反彈就把單一道路調整，對整體問題這樣是避重就輕。
2021年9月30日，歷經數年抗爭蘇花改正式開放大型重型機車通行，由台灣機車路權促進會、台灣交通安全協會、大型重型機車經營同業全國促進會等團體在蘇澳鎮舉行通車典禮記者會，劉成謙代表機促會發言表示，今天在離市區這麼遠的地方，共襄盛舉的人數竟突破千人，顯見所有人對這一議題的重視性，劉成謙強調，開放大型重型機車只是第一步，接下來我們還會爭取普通重型機車的通行權益，我們沒有忘記，去年在蘇花公路被逆向砂石車撞死的機車騎士，騎的就是普通重型機車，同時普通重型機車也是蘇花公路沿線聚落居民最普遍的交通工具，應讓所有的人都可以使用安全的道路。
在2022年7月9日的「交通解嚴大遊行」負責駐遊行集合點的媒體發言人。劉成謙向媒體說明，此次參與遊行的人數已超出想像，並向政府呼籲應重視交通改革運動之訴求。
2023年11月21日，在該年爭取重機上國道集會的行前記者會表示摩托車友協會會響應抗爭，並大力批評交通部不該用「民調自助餐」的理由阻攔重機上國道。

### 時事回應
2021年4月一起華江橋車禍導致橋上機慢車道回堵至板橋引發熱議，立委葉毓蘭開始關注此事，認為許多橋梁機慢車道過於狹窄容易發生事故，建議以車速車向分流而不是車種分流。劉成謙受東森新聞採訪時則說明希望分隔島能拆除並實行國際通例之車速車向分流外，也說明當意外發生易使騎士頭部受創的觀點。
2021年4月下旬對民間交通團體態度較為友善的時任交通部部長林佳龍因太魯閣號列車出軌事故自動請辭下台，機促會公關部主任劉成謙受風傳媒專訪時坦言林佳龍部長非交通相關背景出身，但這也讓他成為「不一樣的交通部長」，能積極聆聽民意，為過往「產官學」的結構加入人民需求的意見。5月3日台灣機車路權促進會與台灣交通安全協會、大型重機經營同業全國促進會等多個團體在交通部前召開記者會，發言人劉成謙喊話要新任部長王國材表態，是否願意延續林佳龍對弱勢用路人及機車族群友善的政策，同時對王國材提問，針對機車族群在事故中的高死亡率，交通部有何初步改革方向。
2023年4月中旬，有學者將雪隧塞車原因歸咎至北宜公路太多重機，劉成謙在媒體採訪下辯護，是因為遲未開放重機上國道才導致重機騎士無所選擇，否則誰想多繞路走北宜公路。

## 經歷
- 台灣機車路權促進會理事[35]、公關部主任[36]
- TMRA台灣摩托車友協會秘書長
- 2020年中華民國立法委員選舉臺北市第一選舉區參選人王郁揚辦公室主任
- 2024中華民國立法委員選舉新北市第九選舉區參選人陳愷寧競選團隊總幹事
- 張善政辦公室組織部青年組組長
- 國立臺北大學臺北校區學生會副會長、學生議會議員
- 臺北市士林高級商業職業學校校友會監事
- 行人零死亡推動聯盟理事

## 外部連結
- 阿謙交通改革的Facebook專頁
- YouTube上的阿謙交通改革頻道